# Ceraturgus aurulentus
Ceraturgus aurulentus là một loài ruồi trong họ Asilidae. Ceraturgus aurulentus được Fabricius miêu tả năm 1805. Loài này phân bố ở vùng Tân Bắc giới.